# Adromischus hemisphaericus
Adromischus hemisphaericus là một loài thực vật có hoa trong họ Crassulaceae. Loài này được (L.) Lem. miêu tả khoa học đầu tiên năm 1852.